# Seraphine Franziska zu Leiningen-Westerburg-Neuleiningen

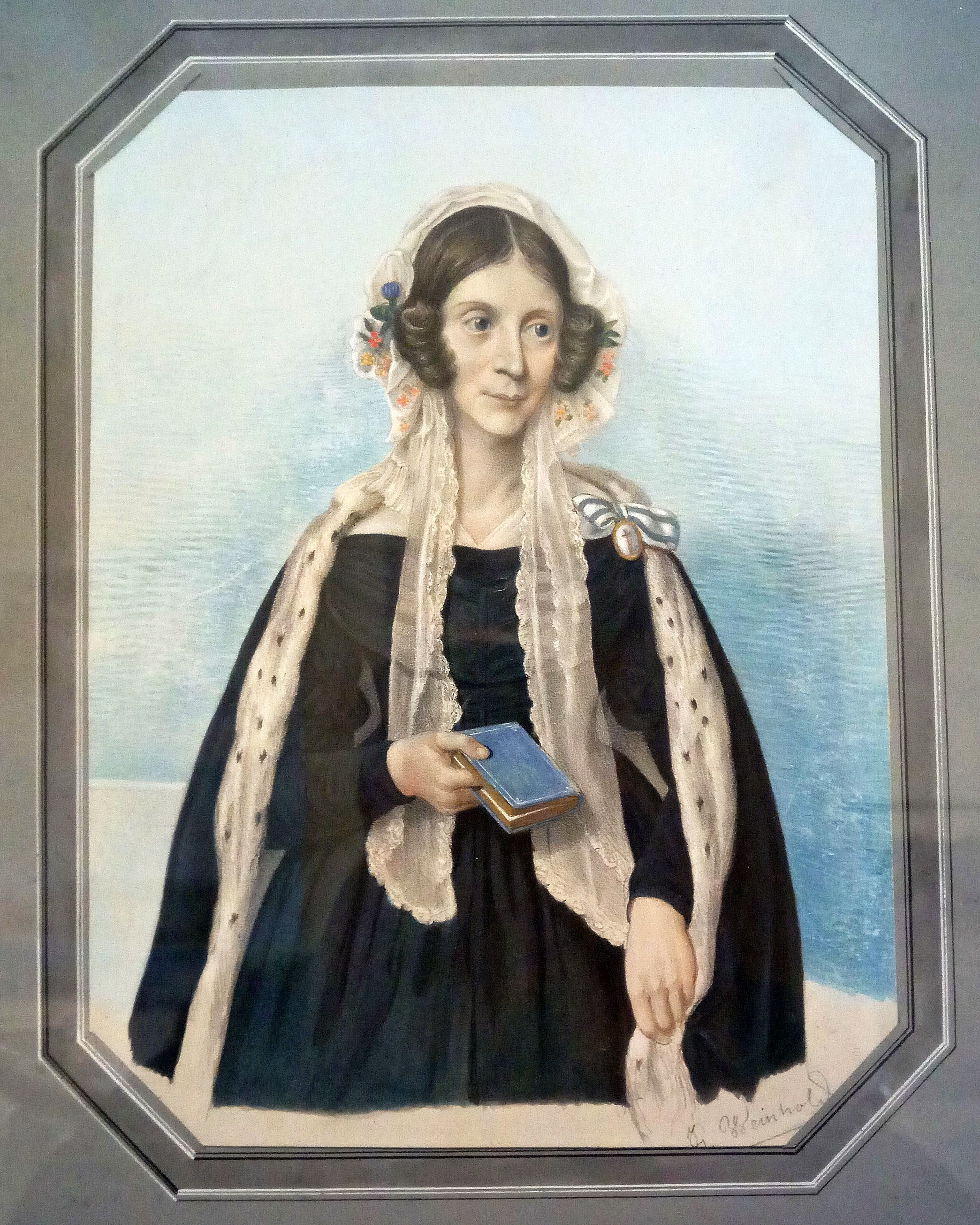
Gräfin Seraphine Franziska Barbara zu Leiningen-Westerburg-Neuleiningen, als Innsbrucker Stiftsdame, Porträt von Johann Georg Weinhold

Seraphine Franziska Barbara zu Leiningen-Westerburg-Neuleiningen (* 4. Oktober 1810 in Klagenfurt; † 11. November 1874 in Innsbruck) war eine Gräfin zu Leiningen, Standesherrin von Westerburg und Schadeck, sowie Stiftsdame des Kaiserlichen Damenstifts Innsbruck.

## Leben
Sie war die Tochter des in der Leininger Residenz Grünstadt, Pfalz geborenen, österreichischen Offiziers  Graf Christian Ludwig zu Leiningen-Westerburg-Neuleiningen (1771–1819) und seiner Gattin, Gräfin Seraphina Franziska von Porcia (1788–1817) aus Venedig.
Als die Eltern frühzeitig starben, blieb sie mit ihrem Bruder, dem späteren Feldmarschall-Leutnant Christian Franz Seraph (1812–1856), als Vollwaise zurück. Beide Kinder kamen in die Obhut ihres Onkels (Bruder des Vaters) Graf August Georg zu Leiningen-Westerburg-Neuleiningen (1770–1849). Während Vater und Onkel Lutheraner waren, gehörten die Kinder, durch ihre italienische Mutter, der katholischen Konfession an.
Seraphine Franziska wurde vom Onkel in das Internat der Kongregation Notre Dame in Bratislava gegeben. 1826 kehrte sie zu ihm nach Graz zurück, ging jedoch schon 1827 zu ihren Großeltern nach Venedig. Kurze Zeit später starb der Großvater, Fürst Franz Seraphin von Porcia, ein sehr frommer und wohltätiger Mann.
Mit 27 Jahren entschied sie sich zur Ehelosigkeit und trat am 12. Juli 1838 als Stiftsdame in das adelige Damenstift Innsbruck, in der dortigen Hofburg ein.
Nach dem Tod des Onkels August Georg zu Leiningen-Westerburg-Neuleiningen (1849) war ihr Bruder Christian Franz Seraph in dessen standesherrschaftlichen Rechte zu Westerburg und Schadeck eingetreten. Als dieser 1856 starb, folgte ihm Gräfin Seraphine Franziska Barbara in dieser Stellung nach. 1860 verließ sie das Stift und übersiedelte auf die Westerburg, kehrte jedoch von Zeit zu Zeit nach Innsbruck zurück. Auf der Westerburg residierte sie als Standesherrin, Wohltäterin der katholischen Kirchengemeinde und politikinteressierte, resolute „Landesmutter“.  Wie viele andere deutsche Kleinfürsten hatten die Leininger ihre tatsächlichen Herrschaften verloren, blieben aber dennoch als Standesherren – ohne Regierungsgewalt – den regierenden Fürsten nahezu gleichgestellt. Als Standesherrin gehörte Gräfin Seraphine Franziska  automatisch auch der 1. Kammer der Landstände des Herzogtums Nassau an. Kaiserin Karoline Auguste nahm sie in den hohen Sternkreuzorden auf, Kaiser Franz Joseph verlieh ihr 1861 die Würde einer Ehrenstiftsdame des Damenstiftes Brünn. Herzog Adolph von Nassau schätzte sie sehr, mit dem durch den Kulturkampf bedrängten Limburger Bischof Peter Joseph Blum war sie befreundet. Ihr bevollmächtigter Beauftragter in der Abgeordnetenkammer war bis 1860 zunächst Regierungspräsident Georg Möller, dann der Kriminalrichter Adam Emmerich (1808–1869) aus Wehrheim. Ihre Wohltätigkeit für die Armen war weithin bekannt, noch heute finden sich im Stadtarchiv Westerburg Briefe zahlreicher Bittsteller an sie, die fast nie abschlägig beantwortet wurden. 
Als Gräfin Seraphine Franziska ihr Ende nahen fühlte, verließ sie Ende September 1874 die Westerburg und begab sich wieder nach Innsbruck, wo sie knapp sechs Wochen später verstarb. Sie war die letzte Angehörige des regulären Neuleininger Familienzweiges und ihre Güter und Rechte fielen an die Linie Altleiningen. Sie wurde auf dem Friedhof St. Nikolaus in Innsbruck beigesetzt. 
Im Museum im Alten Rathaus Grünstadt befindet sich ein Porträt der Gräfin in Kleidung und mit Ordenszeichen des Damenstiftes Innsbruck. Es stammt von der Westerburg und ist ein signiertes Werk des zeitgenössischen Historienmalers Johann Georg Weinhold.